# Cash is king
Cash is king (engelska, ordagrant "kontanter är kung", det vill säga ungefär "kontanter är det som styr") är ett uttryck som ibland används vid analyser av företag och investeringsportföljer.
Uttrycket handlar om vikten av att ha en tillräckligt stor del likvida tillgångar, kontanter (cash), i företaget, vilka kan användas för snabba affärer men också löneutbetalningar med mera. Om ett företag har stora tillgångar, men inte så stor andel likvida tillgångar, så kan det snabbt komma i ekonomisk kris. Uttrycket kan också syfta på vikten av ett snabbt kassaflöde i ett hälsosamt företagande.
I Sverige används uttrycket framför allt folkligt och bland studenter då betalning med kreditkort inte är möjlig. Detta då kortterminal saknas eller undviks för att betalningarna inte ska behöva redovisas i någon bokföring.